# Vidas dos Doze Césares
Sobre as vidas de Césares, tradução literal do latim De vitis Caesarum, mais conhecido em português como Vidas dos Doze Césares, é o conjunto de doze biografias que inclui a de Júlio César e os onze primeiros imperadores do Império Romano: Augusto, Tibério, Calígula, Cláudio, Nero, Galba, Otão, Vitélio, Vespasiano, Tito e Domiciano.
Escrito em 121, durante o reinado do imperador Adriano, foi o trabalho mais popular do secretário pessoal de Adriano, Suetônio, e o mais longo entre seus escritos remanescentes. Ele foi dedicado a seu amigo, o prefeito do pretório Gaio Septício Claro, em 119.
Vidas dos Doze Césares é considerado muito significante em antiguidade e permanece como uma das principais fontes sobre a história romana. O livro discute o importante e crítico período do principado, do início da República até o  reinando de Domiciano; comparações são geralmente feitas com Tácito cujos trabalhos remanescentes documentam um período similar.